# Documental web
El documental web, también llamado documental interactivo o documental multimedia es un tipo de relato audiovisual no lineal, en el cual el contenido está fragmentado por la interacción de un usuario navegar en una red de textos escritos, vídeos, imágenes y grabaciones de audio. Las producciones documentales son hipertextuales o no lineales, interactivos o participativos, y están basados en tiempo real, de modo que las publicaciones son progresivas a lo largo de varias semanas.
Las capacidades multimedia de Internet proporcionan a los documentalistas un medio único para la creación de trabajos con narrativas no lineales que combinan fotografía, texto, audio, vídeo, animación e infografía.
Puesto que es una obra interactiva, su narración avanza a través de las acciones que realiza el público mediante una interfaz, gracias a la cual el espectador irá modificando su recorrido por el documental en función de sus respuestas, por lo que la participación del usuario es la pieza clave que da sentido a este nuevo género audiovisual. Por primera vez, en la historia del documental, el espectador adquiere el control de la navegación, pasando a ser en cierto modo, el autor o creador de su propio documental personalizado. Por lo que, podríamos decir que el emisor y el receptor están al mismo nivel.
Es difícil clasificarlo dentro de un espacio determinado, ya que este nuevo formato de documental, es el resultado de la unión entre la combinación de lenguajes y sistemas de comunicación, junto con nuevas experiencias interactivas donde los usuarios adquieren un papel fundamental gracias a su interactividad.

## Historia
El documental nació cincuenta años antes de que lo hiciera el medio digital, pero los dos han progresado en paralelo. El desarrollo de la Web 1.0, primero, y de la Web 2.0, después, creó el ecosistema idóneo para la convergencia. Así nació el documental interactivo o webdoc, un género de no-ficción transmedia que se aprovechó de los avances que fueron surgiendo para adoptar un lenguaje propio y unas formas expresivas particulares. 
En los años noventa y comienzos del siglo XXI, cuando la web empezó a despuntar, se dieron los primeros intentos de incluir interactividad en los productos de no-ficción. Específicamente en los DVD de no-ficción cultural. Sin embargo, el avance de las nuevas tecnologías y la proliferación de foros y chats, hicieron que los autores buscaran formas nuevas para adaptarse a las nuevas generaciones. La aparición de las tecnologías de la información y la comunicación (TIC) hizo posible una nueva narrativa que no se basaba en la linealidad. El objetivo desde los inicios es experimentar para comprobar hasta dónde llegan los límites en el mundo audiovisual.
Es a partir de la era transmedia, cuando el desarrollo de las nuevas tecnologías y sus múltiples posibilidades, posibilitaron que la figura del espectador “pasivo” pasara a formar parte en la creación y el recorrido del documental. Esto fue posible gracias a la irrupción de la web, como soporte de creación y distribución de contenido, lo cual propició la exploración de nuevos horizontes al género, a partir de su naturaleza hipertextual.
La experimentación en este nuevo tipo de relatos reconfiguró la estructura clásica del documental tradicional analógico, en sus conceptos de director y linealidad del discurso. Esta evolución de la producción documental, que vino de la mano de los nuevos entornos digitales, posibilitó la creación de nuevas narrativas audiovisuales que forjarán las características definitorias de las nuevas narrativas no lineales del género.
El universo de los webdoc se ha desarrollado tanto desde su nacimiento, y han sido tantos los profesionales que han decidido incurrir en su mundo, que en los últimos años se han creado algunos premios y festivales que reconocen la calidad del producto y la aceptación que han tenido entre el público. En la Universidad Autónoma de Barcelona se ha creado el primer máster dedicado a la creación de webdocs, llamado Teoría y Práctica del Documental. 

## Producción del webdoc
La producción de los documentales web ha sido toda una innovación, puesto que se ha dejado de lado la perspectiva lineal tradicional y se ha pasado a la creación por medio del diseño y desarrollo web o plataformas online. Además, gracias a los gestores de contenido es posible la organización de la información y del material que se utilice, obteniendo unos resultados óptimos para la esfera informática. 
La gran novedad de este género es la atemporalidad y la posibilidad de interacción. Se crean determinados sitios web para proyectar temáticas documentales variadas, con distintos matices y posibilidades tanto de acceso como de visualización. Un mismo documental interactivo permite la participación de multitud de profesionales de campos diversos. Aunque esto suele depender del tipo y la dimensión del proyecto, los diferentes perfiles de usuarios tienen la oportunidad de crecer e informarse de una forma permanente y activa, puesto que otra de las ventajas de este género es, también, la actitud del espectador hacia aquello que está viendo. 
Los autores de este tipo de documentales pueden ser pioneros en el género,  encargados anteriormente de la realización de documentales tradicionales, para el cine o la televisión. También los fotógrafos que buscan nuevas maneras de transmitir y contar una información, al igual que jóvenes que se han adentrado en este mundo de la creación de contenido en Internet. 

## Desarrollo del género
Es en el año 2002 cuando se empezó a hablar del género de documental interactivo. Fue concretamente en el Festival de Cine Real del Centro Pompidou, en París. El primer documental multimedia que cumplía las características propias de este género se produjo en 2005 con la productora Upian, que estrenó La cite des morts, Ciudad Juárez.
Tres años después, tras la producción de diferentes documentales interactivos por parte de varias productoras europeas, la productora francesa Honkytonk sacó el primer documental (Voyage au bout du charbon) basado en la lógica de los juegos de ordenador. Este estilo, además, será utilizado a partir de ese momento con, cada vez, mayor asiduidad. 
Pero, al fin y al cabo, es en el año 2010 cuando el género logra el máximo esplendor. Prison Valley, de la cadena germano-gala Arte, fue el primer webdoc que obtuvo realmente un gran éxito entre el público. El portal recibió, en menos de un año desde la publicación,  hasta 600.000 visitas. Este documental ha obtenido numerosos premios y sigue siendo, en la actualidad, una referencia en su campo. 
El documental multimedia es un instrumento participativo que se está volviendo cada vez más relevante, sobre todo en los últimos años. Esto se debe, por una parte, al desarrollo de las tecnologías de la informática y la programación de contenidos web, y, por otra parte, a la mayor expansión de este género entre jóvenes y nuevos usuarios de la Red. 

## Interactividad: el papel del espectador
Gracias a la aparición del webdoc, el espectador cobra una importancia mayor, ya que se implica en el desarrollo de las historias. Se pasa del papel pasivo del público a uno activo, que permite debatir, comentar, subir fotografías, concursar, etc. Se podría decir que este nuevo rol de la audiencia la convierte en un espectador que no sólo ve el documental sino que también puede incidir directamente sobre él. 
El documental multimedia carece de límites, tanto en su producción como en su visualización. Se utiliza todo tipo de material narrativo, que implica a variedad de especialistas. Estos documentales parten del trabajo en equipo y de la realización de tareas diferentes por todos los miembros de este, contribuyendo a una creación conjunta con interpretaciones múltiples. 
Sin embargo, aunque la interactividad del espectador sea algo clave y primordial para este género, ofrecer excesivas posibilidades de elección puede ocasionar que el usuario se pierda en la historia. Por ello, dicha interactividad debe aplicarse únicamente cuando suponga una relevancia real para el desarrollo de la línea argumental o productiva. 

## Financiación
La financiación es un tema complicado para la producción de este tipo de documentales. En ocasiones, se suele partir de un documental clásico con el objetivo de ser financiado por una cadena. Así, podría existir la posibilidad de que esta se hiciese cargo de la programación y producción multimedia en un laboratorio propio. El gran error de esto es el intento de adaptar un webdoc a los patrones de un documental tradicional. 
Por otra parte, aunque sea un género relativamente nuevo y con gran potencial, no es consumido por mucha gente puesto que no todo el mundo lo conoce. Debido al poco consumo y la cara programación, que encarece la producción de estos documentales, se convierten en algo poco rentable. 

## Futuro del webdoc
El abanico de posibilidades que supone el webdoc es cada vez mayor. Además, debido a los grandes avances tecnológicos se están produciendo nuevos desarrollos en la línea de la comunicación. Al emitirse de forma online esto permite que las plataformas digitales y los dispositivos móviles puedan ser un punto a favor para la expansión del género. 
La interactividad, hipertextualidad y atemporalidad son factores que atraen al espectador, ya que no están condicionados de la misma forma que ocurría en el documental tradicional. Estas nuevas vías de experimentación abren el camino a este nuevo concepto de documental. 
La gran cantidad de información que permite añadir, da la posibilidad de recrear con más exactitud que nunca la realidad. Por eso, algunos expertos consideran a los webdoc un instrumento de cambio social. 

## Festivales y reconocimientos
Canadá y Francia son los países pioneros en reconocer el trabajo de los creadores de webdoc, pero actualmente también países como Holanda o España siguen sus pasos. En España, Radio Televisión Española (RTVE) ha dedicado una página exclusiva al webdoc donde los espectadores pueden acceder gratuitamente a contenidos históricos, políticos, deportivos, etc. 

## Diferencias entre el documental web y los documentales audiovisuales
El documental web se diferencia de otros documentales por la integración de una combinación de elementos multimedia (fotos, textos, audio, animación, diseño gráfico, etc.) usando tecnologías web. En un documental web el usuario tiene que interactuar o navegar a través de la historia.
A diferencia de la narrativa lineal, donde el destino de la historia está predeterminado por el realizador, el documental web proporciona al usuario la experiencia de moverse por la historia consultando paquetes de información. La integración de la arquitectura de la información y el diseño gráfico de las imágenes, títulos y subtítulos juegan el papel de proponer pistas visuales al usuario sobre la secuencia que podrían seguir por el documental web. Pero en cualquier caso los usuarios son libres para explorar los elementos que les interesen más.

## Otras perspectivas: el documental transmedia como evolución al interactivo
Algunos autores identifican al documental transmedia con el documental interactivo o web. Sin embargo, actualmente coexisten otras perspectivas que siguen la dinámica del universo transmedia y catalogan este tipo de documental como un paso de mayor expansión con respecto a los otros dos anteriores. De esta forma, y según los autores que defienden esta postura, el documental transmedia se deriva como resultado de trasladar el formato del documental web o interactivo a una experiencia transmedia. En esta nueva perspectiva, el documental transmedia mantiene sus características de fragmentación del discurso, ruptura de la linealidad narrativa, interactividad y participación por parte del usuario en cuanto a sus contenidos, pero con el añadido significativo de esa idea de transmedialidad, es decir, del traspaso de un medio a otro.
Se trata de que el contenido documental, sea un proyecto construido participativamente, creado y distribuido por uno o varios usuarios de forma no profesional. El resultado puede ser tanto la modificación del contenido, como la invención de una nueva obra, siempre de forma libre y voluntaria. Este tipo de proyectos audiovisuales interactivos, gozan de un alto componente creativo y artístico, puesto que tienen un carácter transmedia y son frutos de las dinámicas colaborativas que ofrece la web.
En los documentales interactivos los directores se solían basar en hechos reales de tipo histórico, social e informativo, además, están hechos en "tiempo real", lo cual nos permite crear una pieza documental viva, en constante cambio, que reflejará de una forma muy clara los hechos reales del día a día. Las producciones en "tiempo real" han encontrado un campo privilegiado para seguir experimentando con los distintos tipos de lenguajes y narraciones. Sin embargo, con la llegada de la web 2.0, se estimulan los procesos de participación del espectador, capaz de intervenir, modificar, criticar y movilizar al resto de usuarios, ejerciendo así un papel activo en su forma de ver la realidad, mucho menos prefijada, y más “aleatoria”.
Uno de los principales referentes teóricos que analiza la evolución del documental en la era de las redes sociales, David Hudson, interpreta esta evolución como el paso de las narrativas preescritas y fijas (expositivas y de visionado) hacia nuevos modelos no tan cerrados (de colaboración e interactivos).
Según Hudson, el salto de lo interactivo a lo transmedia, tiene que ver con el salto de un sistema comunicativo “push” (en la era del celuloide) a otro tipo “pull” (característico de la web 2.0, mediante bases de datos en línea basados en la utilización de algoritmos e hiperenlaces).
Los documentales transmedia, se tratan de relatos no ficcionales se construyen sobre la base de la utilización de los nuevos medios y las tecnologías para producir narrativa generalmente vinculadas a modelos de producción, distribución y consumo transmedia donde la interactividad juega un papel crucial. Además, el relato transmedia permite una navegación hipertextual o no lineal, que incrementa la sensación de inmersión durante el recorrido de la historia.